# Kazoo
Kazoo – instrument muzyczny z grupy membranofonów dętych (mirlitonów).
Kazoo to instrument-zabawka, który w 1883 opatentował w Stanach Zjednoczonych Warren Herbert Frost. Jego udoskonaloną wersję o charakterystycznym kształcie kadłuba okrętu podwodnego opatentował w 1902 George D. Smith. Pierwowzorem kazoo jest flet eunucha.
Kazoo składa się z cienkiej membrany, która luźno zamocowana jest w otworze bocznym metalowego lub plastikowego korpusu – rurki o kształcie zbliżonym do elipsoidy. Z otworu wystaje krótki, walcowaty kanał, którego zadaniem jest odizolowanie membrany od otoczenia. Podczas gry szerszy wlot rurki muzyk trzyma się w ustach, jednocześnie śpiewając lub nucąc. Membrana instrumentu przejmuje i wzmacnia drgania fali głosowej, powodując jednocześnie nosowe zabarwienie dźwięku.
W Beaufort w Karolinie Południowej istnieje muzeum kazoo – The Kazoo Museum.